# Semiothisa
Semiothisa es un género de polillas perteneciente a la familia Geometridae, creado por Jacob Hübner en 1818. Es un género de especies ampliamente distribuidas a nivel mundial. 

## Descripción
Las especies son de color ocre o gris granito, generalmente con una mancha marrón visible en el espacio costoapical del ala. Se reconoce generalmente por sus alas anteriores falcadas (en forma de hoz), la excavación distintiva bajo el ápice del ala y las alas posteriores que son muy angulares. Tiene gran parecido con especies del género Thamnonoma, de las que se distingue por sus palpos más cortos y obtusos, que no se proyectan mucho más allá del frente y un penacho frontal corto entre los palpos. Las antenas son simples (excepto en S. dislocaria, donde están bien pectinadas) y ciliadas.
La oruga es bastante corta, sin tubérculos, sin atenuación, marcada con líneas longitudinales. Vive expuesta en árboles y arbustos. Crisálidas en capullos en la superficie de la tierra.

### Alas
Las alas anteriores claramente falcadas, por lo general con una excavación bien marcada debajo del ápice del ala. Las alas posteriores se ven o bien claramente dobladas en la primera vénula mediana, o bien con un ángulo saliente. La región costal del ala es muy estrecha, mucho más que en Thamnonoma. Las alas posteriores son bien redondeadas en el ápice, muy angulares en la primera vénula media, o bien el ángulo es obtuso y mucho menos definido. La especie suele presentar tres líneas en las alas anteriores y una cuarta mancha oblonga, grande y conspicua, con una línea oscura en la curva bajo el ápice.

## Especies
- Semiothisa abnormata (Prout, 1917)
- Semiothisa abruptata (Walker, 1862)
- Semiothisa abydata (Guenée, 1858)
- Semiothisa acasiaria (Schaus, 1923)
- Semiothisa accumulata (Guenée, 1858)
- Semiothisa acepsimaria (Schaus, 1923)
- Semiothisa acidaliata (Walker, 1861)
- Semiothisa acutaria (Walker, 1863)
- Semiothisa achetata (Guenée, 1858)
- Semiothisa adjacens (Dognin, 1903)
- Semiothisa adonis (Barnes & McDunnough, 1918)
- Semiothisa adrasata (Snellen, 1874)
- Semiothisa aemulataria (Walker, 1861)
- Semiothisa aequiferaria (Walker, 1861)
- Semiothisa aestimaria (Hübner, 1800)
- Semiothisa affinis (Warren, 1902)
- Semiothisa ageta (Prout, 1926)
- Semiothisa agrammata (Guenée, 1858)
- Semiothisa albapicaria (Holland, 1900)
- Semiothisa albiapicata (Warren, 1905)
- Semiothisa albimedia (Warren, 1896)
- Semiothisa albipuncta (Warren, 1894)
- Semiothisa albivia (Prout, 1915)
- Semiothisa aliceata (Cassino, 1928)
- Semiothisa amarata (Guenée, 1858)
- Semiothisa amplata (Warren, 1896)
- Semiothisa ancillata (Warren, 1899)
- Semiothisa angolae (Bethune-Baker, 1913)
- Semiothisa anguifera (Prout, 1934)
- Semiothisa angularia (Snellen, 1873)
- Semiothisa apataria (Swinhoe, 1893)
- Semiothisa apatetica (Tams, 1924)
- Semiothisa approximaria (Walker, 1861)
- Semiothisa arenisca (Dognin, 1896)
- Semiothisa arenosa (Butler, 1875)
- Semiothisa armigerata (Guenée, 1858)
- Semiothisa aspirata (Pearsall, 1913)
- Semiothisa assimilis Warren, 1899
- Semiothisa butaria Swinhoe, 1904
- Semiothisa atmala (Swinhoe, 1894)
- Semiothisa atomaria (Warren, 1906)
- Semiothisa atrimacularia (Barnes & McDunnough, 1913)
- Semiothisa austera (Prout, 1932)
- Semiothisa avitusaria (Walker, 1860)
- Semiothisa avitusarioides (Herbulot, 1956)
- Semiothisa azataria (Swinh, 1893)
- Semiothisa azureata (Cassino, 1928)
- Semiothisa baegerti (Rindge, 1976)
- Semiothisa banksianae (Ferguson, 1974)
- Semiothisa bejucoaria (Dyar, 1915)
- Semiothisa benguellae (Prout, 1928)
- Semiothisa bicolorata (Fabricius, 1794)
- Semiothisa bifilaria (Hampson, 1904)
- Semiothisa biflava (Warren, 1901)
- Semiothisa bipartita (Herbulot, 1988)
- Semiothisa bisignata (Walker, 1866)
- Semiothisa breviusculata (Walker, 1862)
- Semiothisa brongusaria (Walker, 1860)
- Semiothisa bruni (Herbulot, 1985)
- Semiothisa buettikeri (Wiltshire, 1980)
- Semiothisa burneyata (McDunnough, 1939)
- Semiothisa cacularia (Oberthür, 1891)
- Semiothisa californiaria (Packard, 1871)
- Semiothisa cararia Swinhoe, 1904
- Semiothisa cardinea (Druce, 1893)
- Semiothisa carinaria (Dognin, 1924)
- Semiothisa carpo (Druce, 1893)
- Semiothisa catualda (Druce, 1893)
- Semiothisa cellulata (Herrich-Schäffer, 1890)
- Semiothisa cerussata (Herbulot, 1970)
- Semiothisa cessaria (Walker, 1862)
- Semiothisa cinerearia Bremer & Grey, 1853
- Semiothisa clathrata Linnaeus
- Semiothisa coninuaria (Eversmann, 1852)
- Semiothisa crassata (Warren, 1897)
- Semiothisa decorata Warren, 1906
- Semiothisa dentilineata (Warren, 1914)
- Semiothisa destitutaria (Walker, 1861)
- Semiothisa deviaria (Walker, 1863)
- Semiothisa eleonora (Villers, 1789)
- Semiothisa erevanica Wardikjan, 1985
- Semiothisa frugaliata Guenée, 1858
- Semiothisa fuscataria Möschler, 1887
- Semiothisa fuscorufa (Prout, 1915)
- Semiothisa gambaria Hübner 1818
- Semiothisa hebetata (Hulst, 1881)
- Semiothisa idriasaria (Walker, 1860)
- Semiothisa infixaria (Walker, 1863)
- Semiothisa johnstoni (Butler, 1894)
- Semiothisa kilimanjarensis (Holland, 1892)
- Semiothisa kuschea Guedet, 1939
- Semiothisa latiscriptata (Walker, 1863)
- Semiothisa lautusaria (Swinhoe, 1902)
- Semiothisa maculosata Warren, 1896
- Semiothisa majestica Warren, 1901
- Semiothisa natalensis Warren, 1904
- Semiothisa neptaria (Guenee)
- Semiothisa normata (Walker, 1861)
- Semiothisa notata Linnaeus, 1758
- Semiothisa nubilata (Warren, 1897)
- Semiothisa olindaria (Swinhoe, 1904)
- Semiothisa orthostates (Prout, 1915)
- Semiothisa ostentosaria Möschler, 1887
- Semiothisa percnoptera (Prout, 1915)
- Semiothisa perfusaria Walker, 1866
- Semiothisa peyrierasi Viette, 1975
- Semiothisa procidata (Guenée, 1857)
- Semiothisa promiscuata Ferguson, 1974
- Semiothisa quadraria (Moore, 1887)
- Semiothisa rhabdophora (Holland, 1892)
- Semiothisa saburraria (Eversmann, 1851)
- Semiothisa semialbida (Prout, 1915
- Semiothisa shanghaisaria (Walker, 1862)
- Semiothisa subcretata Warren, 1905
- Semiothisa submarmorata (Walker)
- Semiothisa tancrearia Staudinger, 1892
- Semiothisa testaceata (Walker, 1863)
- Semiothisa troni Guillermet, 2011
- Semiothisa ulsterata Pearsall
- Semiothisa umbrata (Warren, 1897)
- Semiothisa umbratilis (Butler, 1875)
- Semiothisa uvidaria Swinhoe, 1904
- Semiothisa verecundaria (Leech, 1897)
- Semiothisa warreni (Prout, 1915)